# Tombouctou
Tombouctou, câteodată cunoscut ca Timbuktu sau Timbuctu este un oraș din Mali, localizat 15 km N de fluviul Niger, de care este legat prin canale. În istorie, a fost un punct important de comerț care conecta Africa negroidă cu Africa de nord musulmană. Astăzi, orașul este unul din cele șapte orașe sfinte musulmane. Centru administrativ (reședința regiunii omonime).

## Date generale
Poziționarea geografică a acesteia a făcut din oraș un punct de întâlnire natural pentru populațiile din Africa de vest și populațiile nomade barbare și popoarele arabe din nord. Lunga sa istorie ca un avanpost comercial care lega Africa de Vest cu berberii, arabii și comercianții evrei în întreaga Africa de Nord și, astfel, indirect, cu comercianți din Europa, a dat un statut ireal, și în Occident a fost mult timp o metaforă pentru locuri exotice sau ținuturi îndepărtate: "de aici până la Timbuktu".
Contribuția de lungă durată a Timbuktu pentru civilizația islamică și pentru lume este "bursa școlară". Timbuktu este considerat a fi avut una din primele universități din lume. Savanții locali și colecționarii din zonă oferă încă o colecție impresionantă de manuscrise arabe din acea perioadă. Până în secolul al XIV-lea, cărți importante au fost scrise și copiate în Timbuktu. Acesta este motivul pentru care a fost numit  "Atena din Africa ", "Roma Sudaneză ", "Mecca Saharei",  "Perla Neagră din Deșert".

## Clima
Tommbouctou este orașul cu cea mai ridicată temperatură medie anuală.
Vremea este caldă și uscată în mare parte din an cu foarte mult soare. Temperaturile medii maxime zilnice în cele mai calde luni ale anului - mai și iunie - depășesc 40 °C. Temperaturile sunt ceva mai răcoroase, deși încă foarte fierbinți, din iulie până în septembrie, când practic toate precipitații anuale cad în această perioadă. Numai în lunile de iarnă din decembrie și ianuarie temperaturile medii zilnice maxime sunt sub 32 °C.